# NS 1500 (elektrische locomotief)

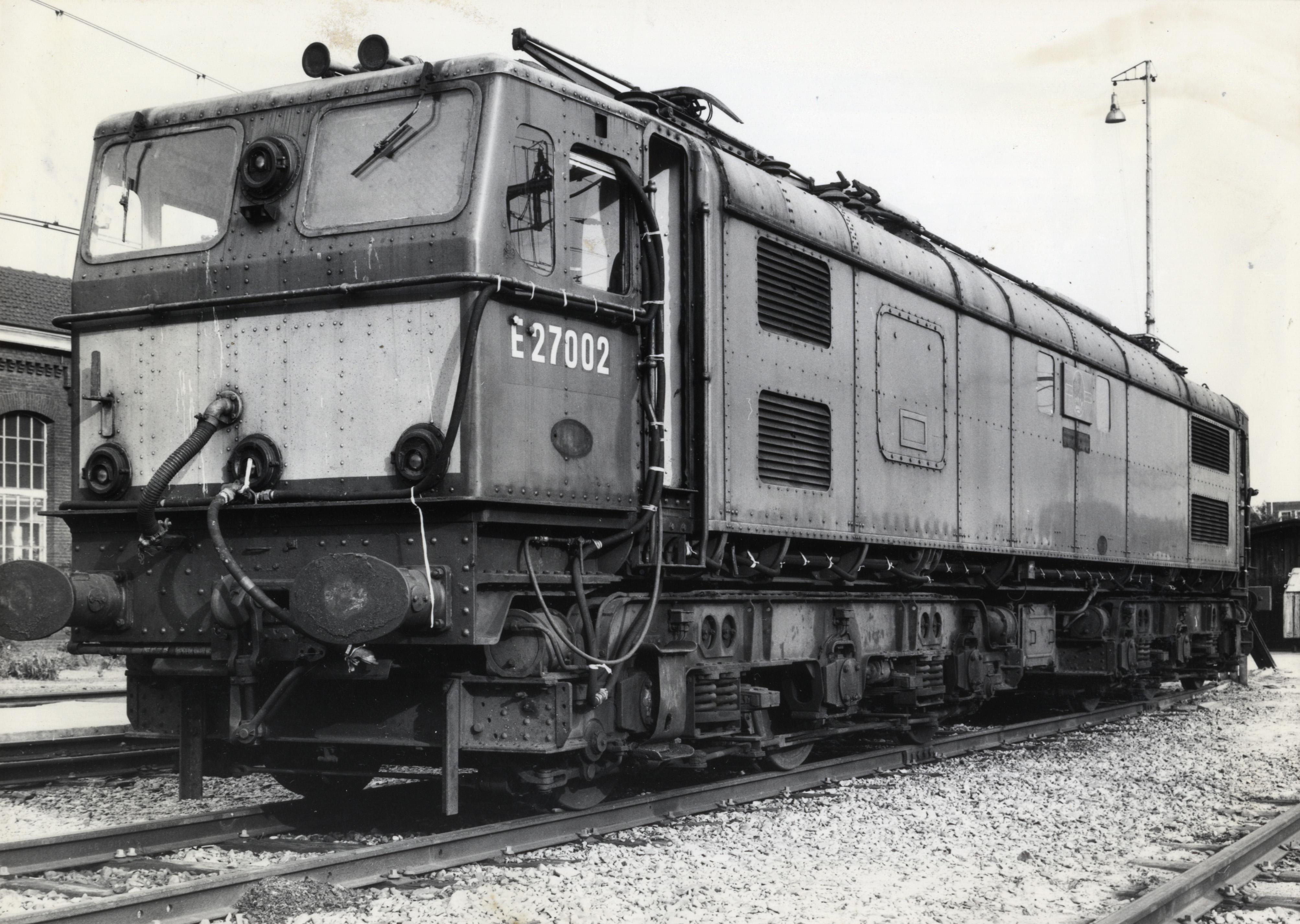
Engelse locomotief nr. E 27002 (NS 1506) bij de hoofdwerkplaats van de NS te Tilburg; 15 oktober 1969.

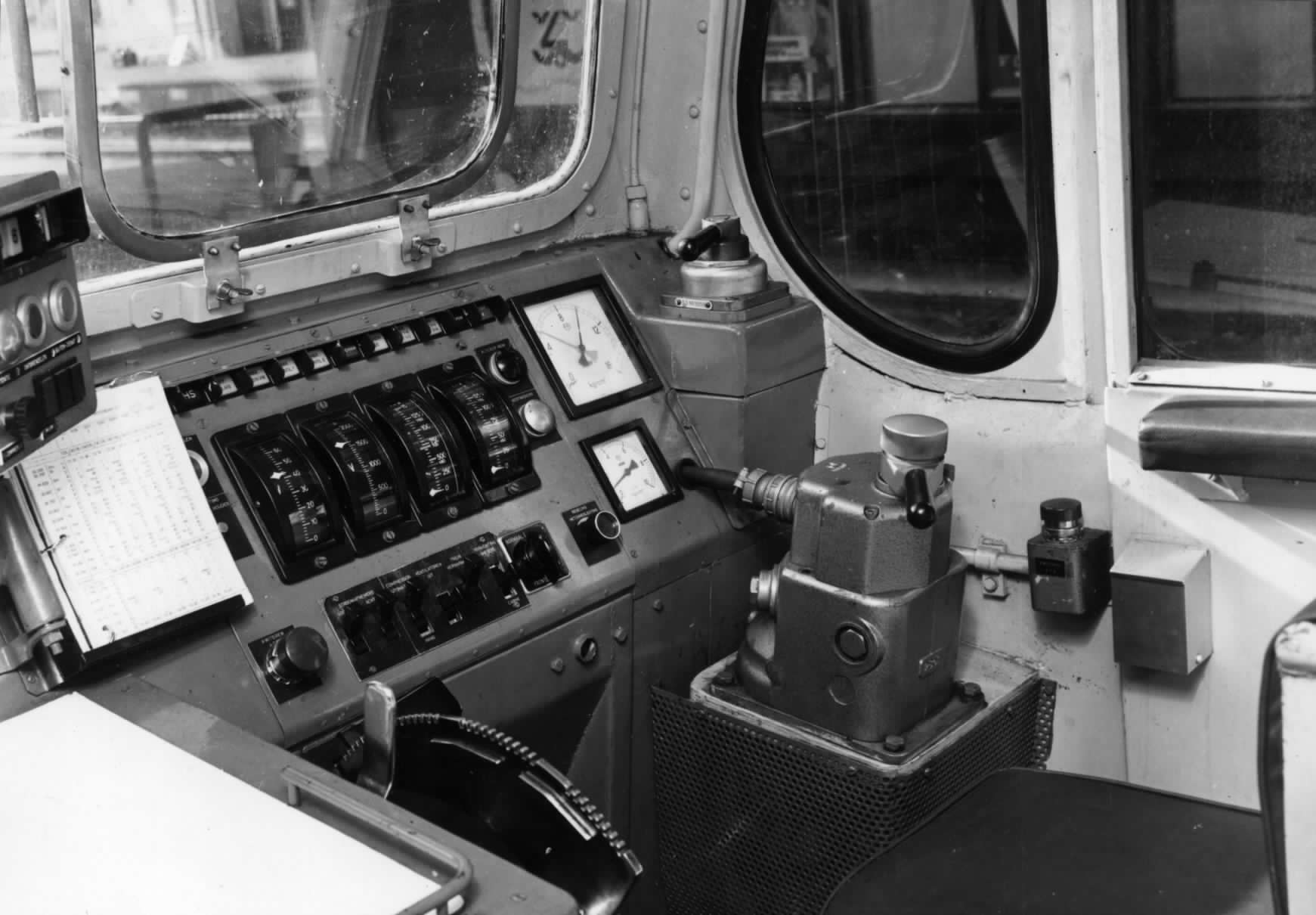
Stuurtafel

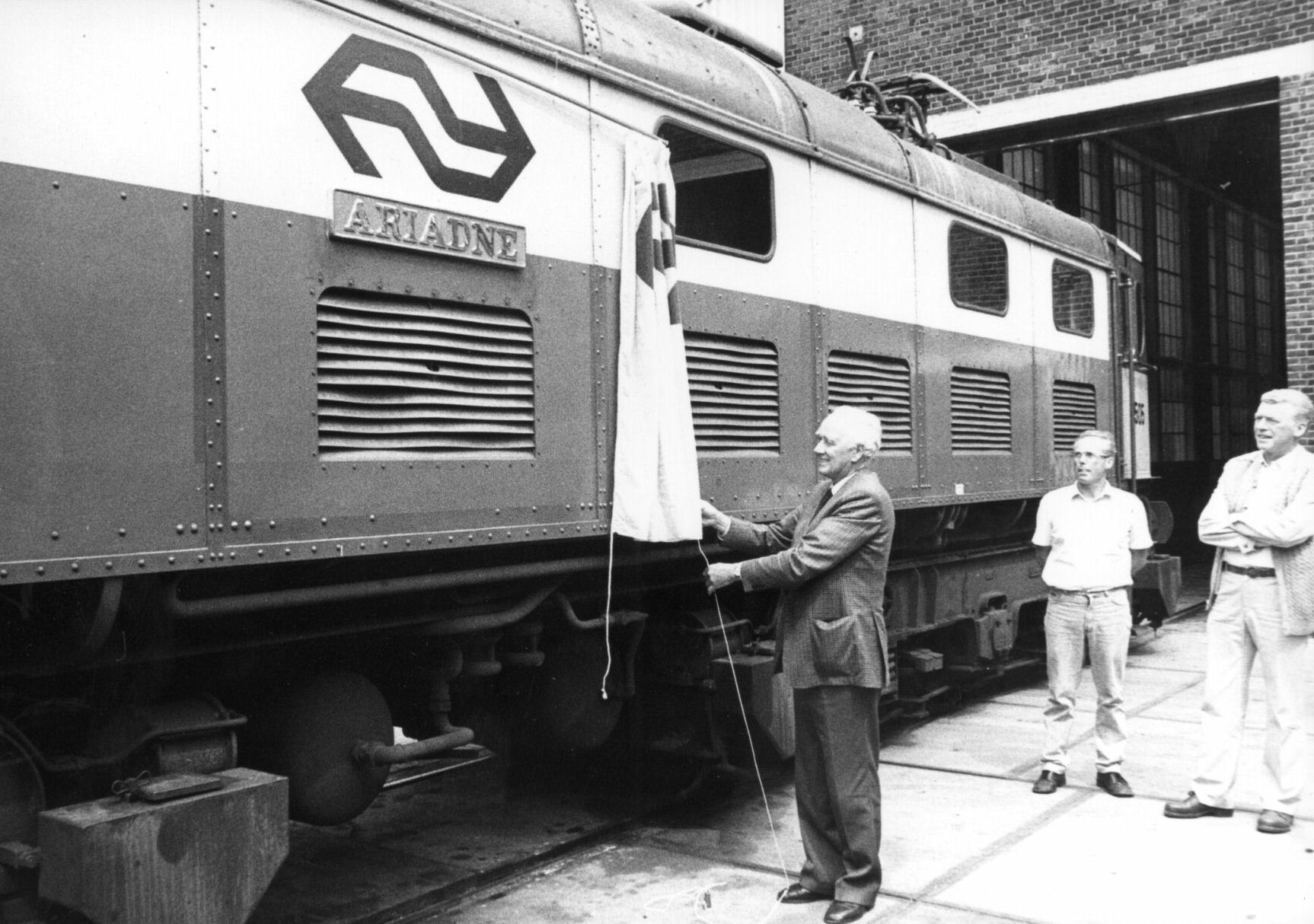
Onthulling van naamplaat Ariadne op loc 1505; 1985

De NS-locserie 1500 is een elektrische locomotief die tussen 1970 en 1986 werd ingezet door de Nederlandse Spoorwegen. Het waren tweedehands locomotieven van British Rail waar ze reden als Class EM2. Door British Rail werden ze ingezet op de Woodheadroute, de lijn Manchester - Sheffield. Deze lijn was de enige in Groot-Brittannië die geëlektrificeerd was met 1500 V gelijkspanning, waarop ook NS rijdt. Toen in 1970 het reizigersvervoer op deze lijn werd opgeheven werden ze buiten dienst gesteld en te koop aangeboden. Een deel van deze Woodheadroute is echter nog in gebruik.
In de jaren 60 waren er bij NS plannen om een serie 1400 te bouwen. Door terugloop van het goederenvervoer bleek er toen geen behoefte te bestaan aan extra locomotieven, en de 1400-serie werd nooit gebouwd.
Door spoorslag '70 en de daarmee gepaard gaande uitbreiding van treindiensten ontstond er in 1969 op korte termijn behoefte aan extra locomotieven. Besloten werd tot overname van de zeven locomotieven Class EM2 van British Rail uit 1954, die kort daarvoor buiten dienst gesteld waren. Een daarvan werd gebruikt als plukloc voor reserve-onderdelen, de overige zes werden aangepast aan de Nederlandse omstandigheden en genummerd in de serie 1500.
Door de instroom van locomotieven van de serie 1600 begin jaren 80 werden de 1500'en overbodig. Zij werden in 1986 buiten dienst gesteld. Er is één locomotief (1501) in Nederland bewaard gebleven. Deze was tot 1 juni 2020 in het bezit van de Werkgroep loc 1501 / Stichting Klassieke Locomotieven, opgericht door Haagse en Rotterdamse NS-machinisten. Sindsdien is de loc eigendom van het Spoorwegmuseum. Twee exemplaren (1502 en 1505) gingen terug naar Engeland om daar in museumcollecties te worden opgenomen. Daarvan is de 1502 in de oorspronkelijke uitvoering teruggebracht.

## Locomotieven
Lijst van locomotieven serie 1500
| Nummer                  | Naam    | In dienst           | Buiten dienst | Status                                    | Foto                                                             |
| ----------------------- | ------- | ------------------- | ------------- | ----------------------------------------- | ---------------------------------------------------------------- |
| 27003 (BR) 1501 (NS)    | Diana   | 1954 (BR) 1970 (NL) | 1986          | Het Spoorwegmuseum                        |                                                                  |
| 27000 (BR) 1502 (NS)    | Electra | 1954 (BR) 1970 (NL) | 1986          | Midland Railway, Butterley                | Loc 27000 (Electra) bij de Midland Railway, Butterley            |
| 27004 (BR) 1503 (NS)    | Juno    | 1954 (BR) 1970 (NL) | 1986          | Gesloopt oktober 1986                     | NS 1503 te Utrecht CS, juni 1972                                 |
| 27006 (BR) 1504 (NS)    | Pandora | 1954 (BR) 1970 (NL) | 1985          | Gesloopt februari 1985                    | Loc 1504 te Venlo                                                |
| 27001 (BR) 1505 (NS)    | Ariadne | 1954 (BR) 1970 (NL) | 1986          | Manchester Museum of Science and Industry | Loc 1505 in het Manchester Museum of Science and Industry (2006) |
| 27002 (BR) 1506 (NS)    | Aurora  | 1954 (BR) 1970 (NL) | 1985          | Gesloopt februari 1985                    |                                                                  |
| 27005 (BR) Plukloc (NS) | Minerva | 1954 (BR)           | 1969          | Gesloopt november 1969                    |                                                                  |